# Raízes (álbum de Daniel)
Raízes é o quarto álbum ao vivo e o quarto DVD do cantor brasileiro Daniel em carreira solo. Foi gravado no dia 13 de janeiro de 2010 em Paulínia, São Paulo, e lançado em 10 de abril do mesmo ano pela Som Livre. Teve como sucessos as canções "Tenho Que Sonhar", "Do Outro Lado do Rádio" e "Por Amor Vai Sofrer", ambas inéditas. O álbum chegou a marca de 25 mil cópias vendidas em todo o Brasil e conquistou o disco de ouro.

## Sobre o álbum
O álbum foi gravado no Teatro Municipal de Paulínia, no interior de São Paulo e em linhas gerais, apresentou as raízes sertanejas de Daniel, através de um show acústico que tenta recriar a atmosfera simplista da vida de um peão. "É uma ideia que eu queria colocar em prática. E acho que ficou bem bacana, dentro da proposta que escolhemos pra este show;" comentou. O registro também contou com uma homenagem a João Paulo, através de uma reinterpretação da canção "Te Amo Cada Vez Mais". Para ele, não é só mais uma canção de amor, mas o retrato da despedida de seu saudoso parceiro.

## Lista de faixas
| Edição de CD   | |                                                           |         |  |
| N.º            | Título | Compositor(es)                                            | Duração |  |
| 1.             | "Disparada"                                                                                                 | Geraldo Vandré / Théo de Barros                           | 3:48    |  |
| 2.             | "Te Cuida, Coração"                                                                                         | Pinocchio / Ana Paula                                     | 4:22    |  |
| 3.             | "Eu Sem Você"                                                                                               | Rick                                                      | 3:26    |  |
| 4.             | "Por Amor Vai Sofrer"                                                                                       | Henrique Marx / Flavinho                                  | 3:17    |  |
| 5.             | "Pra Sempre Te Amar"                                                                                        | Alexandre / Jean Spagnol                                  | 3:11    |  |
| 6.             | "Pot-Pourri: Só Dá Você na Minha Vida / Adoro Amar Você"                                                    | Rick; Peninha / Elias Muniz                               | 5:37    |  |
| 7.             | "Difícil Não Falar de Amor"                                                                                 | Rick                                                      | 4:06    |  |
| 8.             | "Só o Amor (Solo el Amor)" (part. Padre Fábio de Melo)                                                      | Donato Poveda (Versão: Manoel Nenzinho Pinto / Daniel)    | 4:10    |  |
| 9.             | "Tenho Que Sonhar"                                                                                          | João Gustavo / Carlos Randall                             | 4:24    |  |
| 10.            | "Pot-Pourri: Poeira da Estrada / Dia de Visita / Fazenda São Francisco (Maior Proeza)" (part. José Camillo) | Rick / João Paulo; Moacyr Franco; Jesus Belmiro / Paraíso | 6:07    |  |
| 11.            | "Pot-Pourri: Minha Estrela Perdida / Desejo de Amar"                                                        | César Augusto / Piska; Gabú / Marinheiro                  | 4:22    |  |
| 12.            | "Do Outro Lado do Rádio"                                                                                    | Victor Chaves                                             | 3:39    |  |
| 13.            | "Quando o Coração Se Apaixona"                                                                              | Zé Henrique                                               | 3:35    |  |
| 14.            | "Pot-Pourri: Eu Me Amarrei / Peão Apaixonado"                                                               | Waldir Luz / Tivas; Pinocchio                             | 6:29    |  |
| Duração total: | Duração total:                                                                                              | Duração total:                                            | 1:00:39 |  |

| Edição de DVD e Blu-ray | |                                                                          |         |  |
| N.º                     | Título | Compositor(es)                                                           | Duração |  |
| 1.                      | "Te Cuida, Coração"                                                                                         | Pinocchio / Ana Paula                                                    | 6:31    |  |
| 2.                      | "Eu Sem Você"                                                                                               | Rick                                                                     | 4:34    |  |
| 3.                      | "Declaração de Amor"                                                                                        | Altay Veloso                                                             | 5:15    |  |
| 4.                      | "Um Beijo Pra Me Enlouquecer"                                                                               | Rick                                                                     | 3:19    |  |
| 5.                      | "Rosto Molhado"                                                                                             | Ronaldo Adriano / José Fortuna                                           | 3:24    |  |
| 6.                      | "Pra Sempre Te Amar"                                                                                        | Alexandre / Jean Spagnol                                                 | 3:05    |  |
| 7.                      | "Por Amor Vai Sofrer"                                                                                       | Henrique Marx / Flavinho                                                 | 3:19    |  |
| 8.                      | "Os Amantes"                                                                                                | Sidney da Conceição / Lourenço / Augusto César                           | 4:35    |  |
| 9.                      | "Pot-Pourri: Só Da Você Na Minha Vida / Adoro Amar Você"                                                    | Rick; Peninha / Elias Muniz                                              | 5:43    |  |
| 10.                     | "Fricote"                                                                                                   | Leandro Lehart                                                           | 3:37    |  |
| 11.                     | "Só o Amor (Solo el Amor)" (part. Padre Fábio de Melo)                                                      | Donato Poveda (Versão: Manoel Nenzinho Pinto / Daniel)                   | 6:24    |  |
| 12.                     | "Te Amo Cada Vez Mais (To Love You More)"                                                                   | David Foster / Junior Miles (Versão: Roberto Merli)                      | 6:48    |  |
| 13.                     | "Pot-Pourri: Vida Minha / Evidências / Coração de Menino"                                                   | Peninha; José Augusto / Paulo Sérgio Valle; Alexandre / Bruno / Giuliano | 9:22    |  |
| 14.                     | "Tocando em Frente"                                                                                         | Almir Sater / Renato Teixeira                                            | 3:16    |  |
| 15.                     | "Difícil Não Falar de Amor"                                                                                 | Rick                                                                     | 3:57    |  |
| 16.                     | "Dengo / músicas incidentais: Você Não Vale Nada / Chora, Me Liga!"                                         | Waldir Luz / Daniel; Dorgival Dantas; Euler Coelho                       | 4:36    |  |
| 17.                     | "Tenho Que Sonhar"                                                                                          | João Gustavo / Carlos Randall                                            | 3:42    |  |
| 18.                     | "Pot-Pourri: Poeira da Estrada / Dia de Visita / Fazenda São Francisco (Maior Proeza)" (part. José Camillo) | Rick / João Paulo; Moacyr Franco; Jesus Belmiro / Paraíso                | 6:57    |  |
| 19.                     | "O Menino da Porteira"                                                                                      | Luisinho / Teddy Vieira                                                  | 3:47    |  |
| 20.                     | "Pot-Pourri: Minha Estrela Perdida / Desejo de Amar"                                                        | César Augusto / Piska; Gabú / Marinheiro                                 | 4:22    |  |
| 21.                     | "Do Outro Lado do Rádio"                                                                                    | Victor Chaves                                                            | 4:04    |  |
| 22.                     | "Estou Apaixonado (Estoy Enamorado)"                                                                        | Estéfano / Donato Poveda (Versão: Carlos Colla)                          | 5:30    |  |
| 23.                     | "Quando o Coração Se Apaixona"                                                                              | Zé Henrique                                                              | 3:34    |  |
| 24.                     | "Pot-Pourri: Eu Me Amarrei / Peão Apaixonado"                                                               | Waldir Luz / Tivas; Pinocchio                                            | 6:37    |  |
| 25.                     | "Disparada"                                                                                                 | Geraldo Vandré / Théo de Barros                                          | 9:06    |  |
| Duração total:          | Duração total:                                                                                              | Duração total:                                                           | 2:01:34 |  |

## Certificações e vendas
| Brasil (ABPD) DVD                         | Ouro | 2010 | 25.000* |
| *número de vendas baseado na certificação |      |      |         |